# 苦力

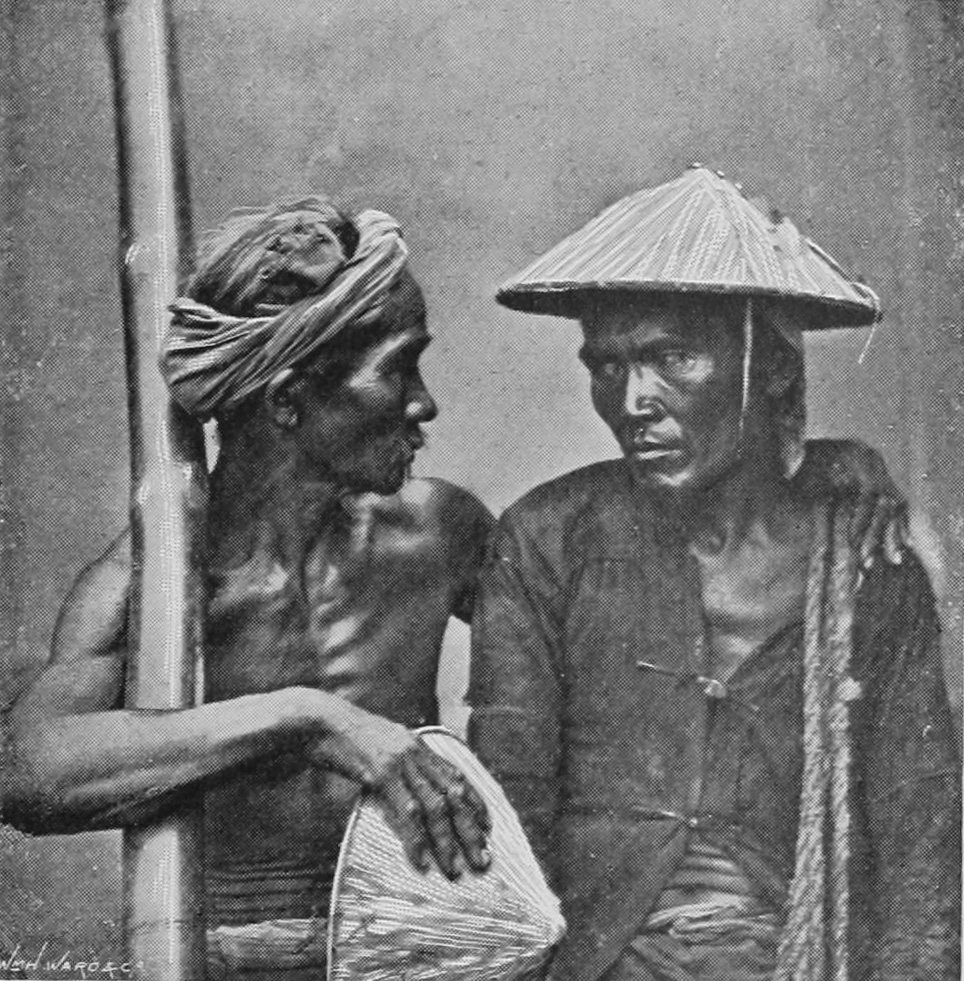
兩名苦力，1871至1872年间拍摄

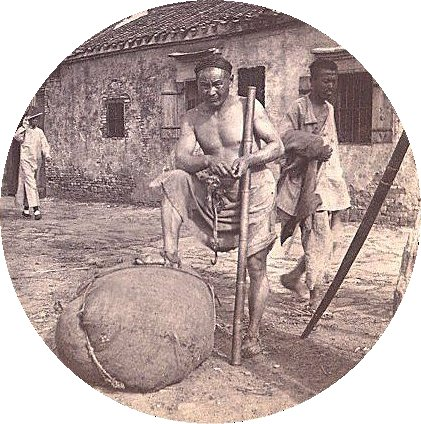
1900年代於中國鎮江的苦力

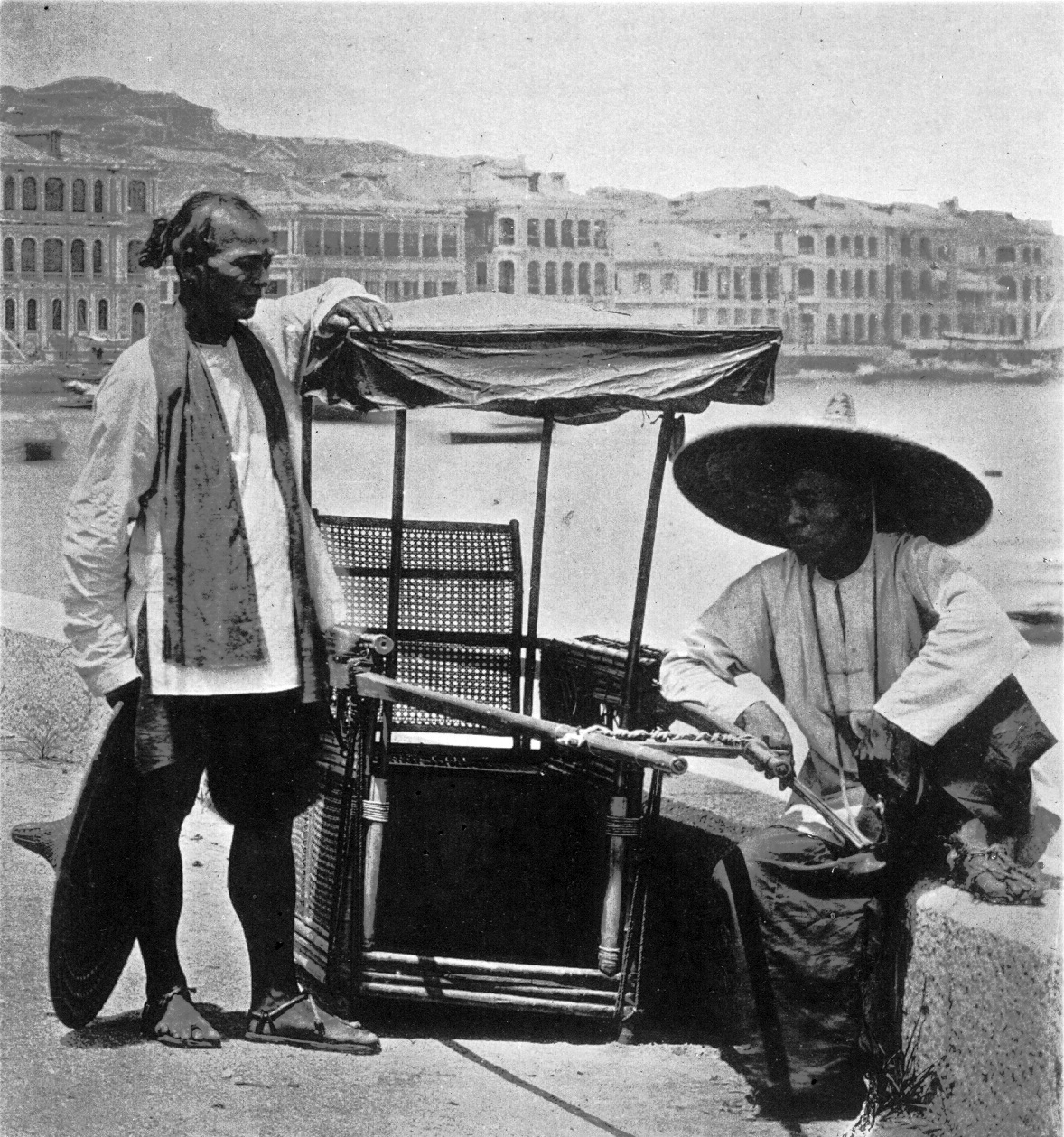
香港開埠初期中環海旁的轎夫

苦力（粵語稱作咕喱，英文普遍寫成Coolie，亦作Cooli、Cooly、Kuli、Quli或Koelie等）是指從事勞動工作，以付出勞力來維生的廉價勞工。他們大多在碼頭負責貨物的裝卸、建築地盤的運輸工作。從中國出發（主要來自華南）到外國工作的苦力，歷史上稱之為華工。

## 語源
1. 在古中國，並非用作今日的意思，苦力一詞是「勤苦用力」的意思。早於公元5世紀的南朝有所記載，江淹的《自序传》有云：“人生当适性为乐，安能精意苦力，求身后之名哉！”。
2. 宋朝學者葉適的《法度总论三‧铨选》寫道：“学士大夫，勤身苦力，诵说孔孟，传道先王，未尝不知所谓治道者非若今日之法度也。”此亦非用作今日的意思。
3. 晚清年間，吳趼人所作的長篇章回小說《二十年目睹之怪现状》第五七回寫道：「来到香港 ，当苦力度日。」
4. 老舍《茶馆》第二幕： 「街上抓夫呢！抓去也好，在哪儿也是当苦力。」
5. 杨朔 《乱人坑》： 「（日本刽子手）在宣化经营起庞大的炼铁厂，到处强抓中国「苦力」，替他们制造杀人的武器。」

## 英文 coolie 語源
Coolie一詞來源具有爭議，其確實來源至今仍然未有定論。
德國博物學家及物理學家恩格爾貝特·肯普弗博士於1727年以Coolies來形容於日本長崎為荷蘭貨船卸貨的碼頭工人（抵達日本之前，他曾到過波斯和印度）。根據《牛津英語詞典》，Coolie一詞可以追溯至17世紀中期，起源於印度語。

### 來自印度
1. Kholees或Kolis（印地語）指於印度北，身份卑微的拉其普特人。
2. Kuli（印度南部泰米爾語），指薪金。

以上的印度語，雖然讀音與Coolie近似，但與苦力的真正解釋仍然有所距離。

#### 從其他地方引入印度
1. 烏爾都語qulī（قلی）意為於日間工作的工人。可是此詞的發音明顯有別於尋常烏爾都語，以至於其他印度方言，表示着其來源有可能是來自外地。
2. 其中一個可能性是波斯，從縮短阿拉伯語僕人古拉姆（ghilam）一詞而來，亦有可能來自泰米爾字庫裡的工資 (கூலி) 或突厥語裡的奴隸（köle,kul） 。

## 華工的生活及待遇
在各國的苦力市場中，華工制度為比較興盛之一，於1840年至1850年間發展出來，部份工人由於希望到外國工作，會在出國前簽定合約，合約條款多是誤導性承諾及不公平。一般都會讓人有被綁架的感覺，故稱賣豬仔。部分苦力為於部落暴力事件、種族以至族群衝突中的受害者，被人口販賣予經紀人；部份則為為了償還賭債，而充當上苦力。於1847年至1862年間，大部份的華工被安排乘坐美式船到古巴，人數達至年近6,000。航行途中的環境非常差劣，人多擠迫及污穢。合約條件通常都不被執行，很多苦力被安排於古巴的甘蔗種植場或秘魯的海鳥糞礦坑工作。尤如奴隸一樣，部份苦力被安排於拍賣中出售，於有黑社會或者不法背景人士的嚴苛監督底下工作。 
華工與黑奴系統非常相似。很多苦力是被各種方式所欺騙或詐騙、或者綁架，然後被收押於奴隸集中營，黑奴則被收押於停泊於港口的運輸船。航行途中，苦力的死亡率甚高，1850年間乘往秘魯的苦力，每10人中僅有6人能夠生還到達。在到達目的地後，他們大多被受禽獸般看待。合約通常為期五到八年，由於工作生活環境惡劣，他們往往未能存活至合約完結（四分之三在古巴工作的華工，未能存活至合約完結），幸存者在合約結束之後，很多都在基於種種因素，包括在不平等的法律（例如種族歧視及保護主義等）下，通常依然被欺壓及禁錮。